# Касијежул
Касијежул (фр. Cassuéjouls) насеље је и општина у јужној Француској у региону Миди Пирене, у департману Аверон која припада префектури Родез.
По подацима из 2011. године у општини је живело 124 становника, а густина насељености је износила 11,98 становника/km². Општина се простире на површини од 10,35 km². Налази се на средњој надморској висини од 920 метара (максималној 1.129 m, а минималној 824 m).

## Демографија
| 1962. | 1968. | 1975. | 1982. | 1990. | 1999. | 2011. |
| ----- | ----- | ----- | ----- | ----- | ----- | ----- |
| 194   | 214   | 186   | 163   | 152   | 153   | 124   |

График промене броја становника у току последњих година